# Trois-Pistoles
Trois-Pistoles ist eine Stadt in der gleichnamigen kanadischen Grafschaft Montmagny und gleichzeitig ihr Hauptort. Die Stadt am Ostufer des Sankt-Lorenz-Stroms zählte im Jahr 2006 insgesamt 3.500 Einwohner und hat eine Fläche von 7,66 km².

## Geschichte
Trois-Pistoles wurde im Jahr 1696 von Jean Riou gegründet.

## Verkehr
Trois-Pistoles liegt zwischen Québec, den Seeprovinzen und der Gaspésie-Halbinsel. Der Trans-Canada Highway verläuft von Québec kommend nach Trois-Pistoles. Die weiter nach Norden verlaufende Autoroute 20 führt nach Rimouski. Trois-Pistoles ist an das Bahnnetz von VIA Rail Canada angeschlossen.

## Sehenswürdigkeiten
- Die katholische Kirche Notre-Dame des Neiges in der Stadtmitte wurde zwischen 1855 und 1856 erbaut.

## Persönlichkeiten
- Joseph Dumais (1870–?), Journalist und Komiker
- Robert Lebel (1924–2015), römisch-katholischer Geistlicher, Bischof von Valleyfield
- Victor-Lévy Beaulieu (* 1945), Autor, Komponist und Schauspieler

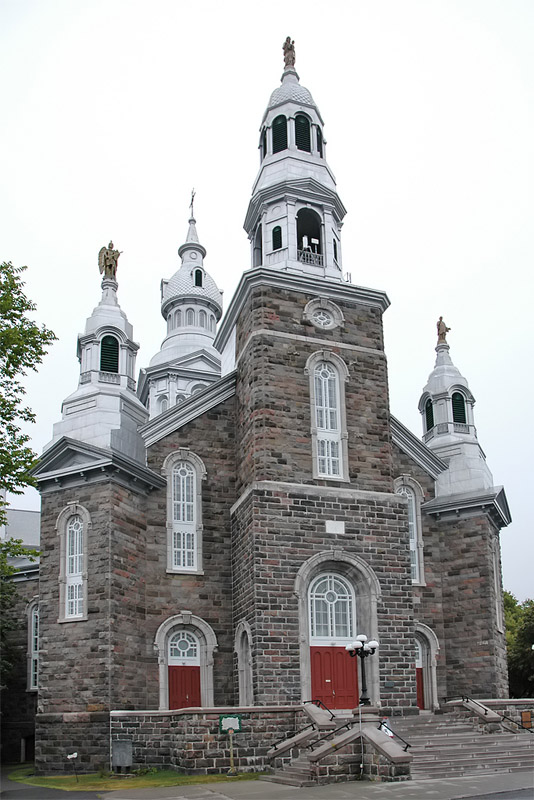
Kirche in Trois-Pistoles